# Cuca (bolo)
Cuca é um bolo de tabuleiro feito com ovos, farinha de trigo, manteiga e coberto com uma farofa à base de açúcar, manteiga, farinha de trigo e canela. O bolo cuca é muito semelhante ao Streuselkuchen, tradicional bolo da culinária alemã.
O nome cuca resulta do aportuguesamento de bolo em alemão (Kuchen [ˈkuːxn̩] ). Enquanto o Streuselkuchen faz parte da culinária alemã e chegou ao Sul do Brasil através dos imigrantes alemães, a cuca é consumida sob o seu nome em todo o país, ao passo que o Streuselkuchen, por razões óbvias, é mais consumido pelo seu próprio nome no Sul do País.

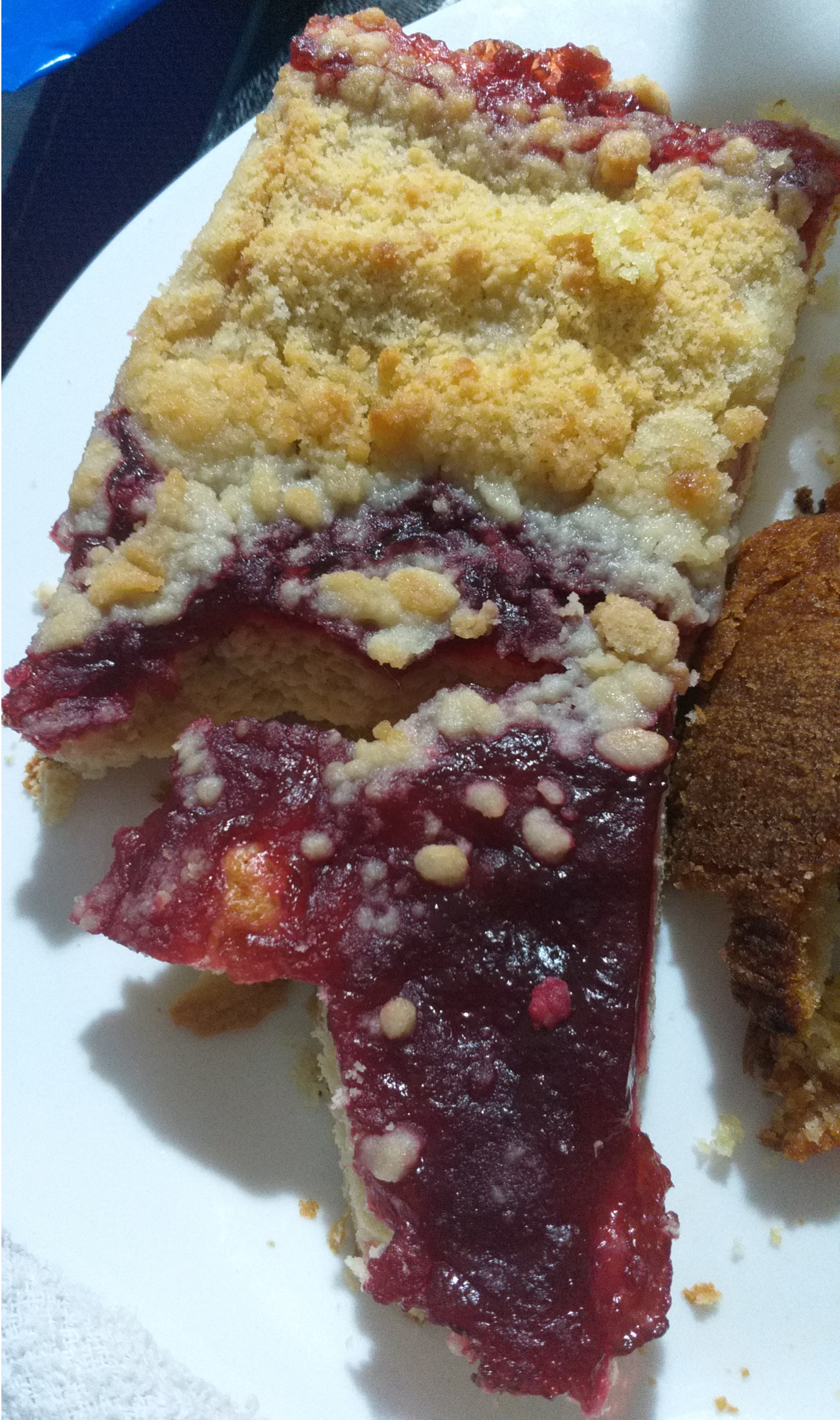
Cuca de framboesa - Rio Grande do Sul, Brasil.

O nome cuca é também usado no Sul do Brasil para designar bolos e pastéis de tabuleiro, que são feitos segundo receitas originais alemãs (Blechkuchen), geralmente cozidos ou assados directo num tabuleiro de assar (Backblech) sem fôrma (Backform).
 Estes bolos e pastéis são quase sempre cortados em pedaços, cuja base é feita de massa de consistência arenosa, massa lêveda ou massa mole, excepto massa folhada. A base recebe uma cobertura, e.g., Streuselkuchen. Em geral os bolos e pastéis de tabuleiro são cortados após a assadura. Excepto no caso do pastel folhadoque é feito de massa folhada. Após a cozedura é muito difícil conseguir-se cortar a massa folhada, por isso os pastéis chamados folhado são cortados antes de se assar ou cozer no tabuleiro.
Também são habituais, várias coberturas, como por exemplo, o Streuselkuchen com cereja. Um recheio pode efectuar-se posteriormente (picada de abelha - Bienenstrich). Estas coberturas podem ser individuais ou misturadas, entre outras, Streusel, fruta, doces ou cremes. Os bolos e pastéis de tabuleiro típicos, segundo receitas alemãs são o bolo de manteiga (Butterkuchen), o bolo de Streusel (Streuselkuchen), o bolo picada de abelha (Bienenstich), o bolo de ovos da saxónia (Eierschecke), o bolo de ameixa alemã (Zwetschgenkuchen), a torta de cebola (Zwiebelkuchen). A Cuca brasileira pode ter vários sabores, sendo os mais comumente encontrados: a cuca simples (apenas com farofa de açúcar), a de uva, de banana, de chocolate, de abacaxi, de amora e de maçã.  Alguns exemplos de pedaços dos bolos alemães:

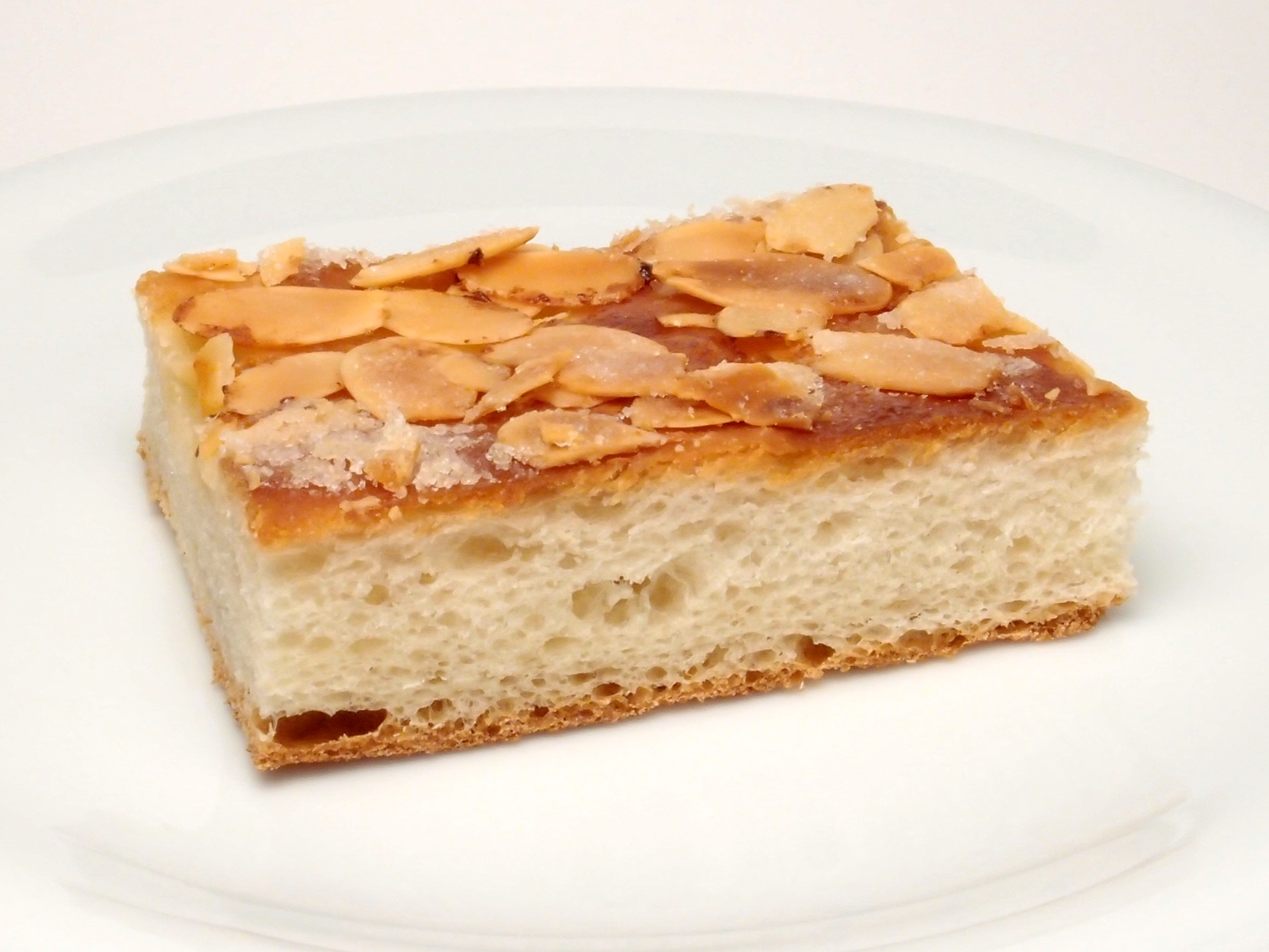
Bolo de manteiga / Butterkuchen.
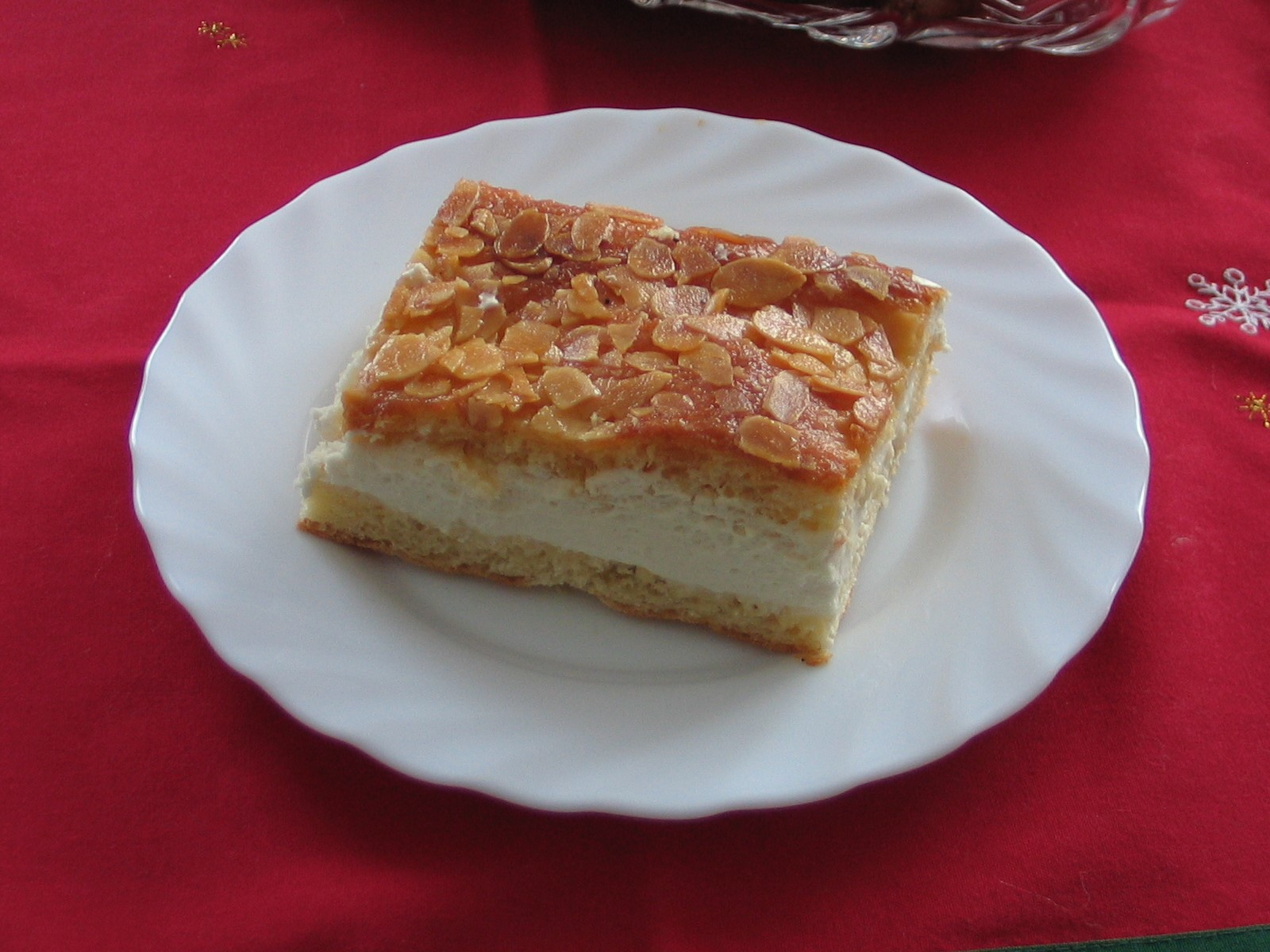
Bolo picada de abelha / Bienenstich.
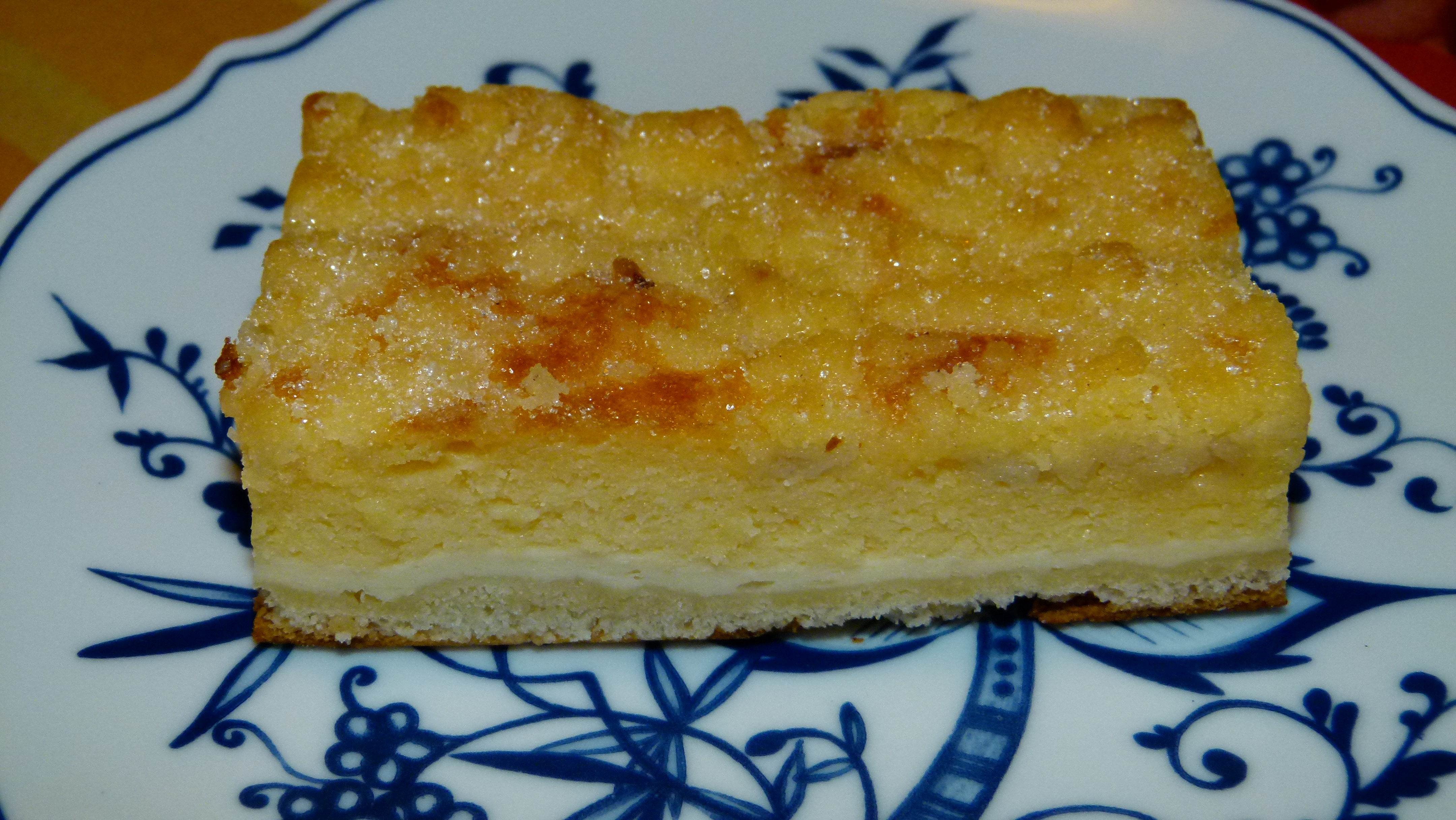
Bolo de ovos da Saxónia / Eierschecke c/ Streusel.
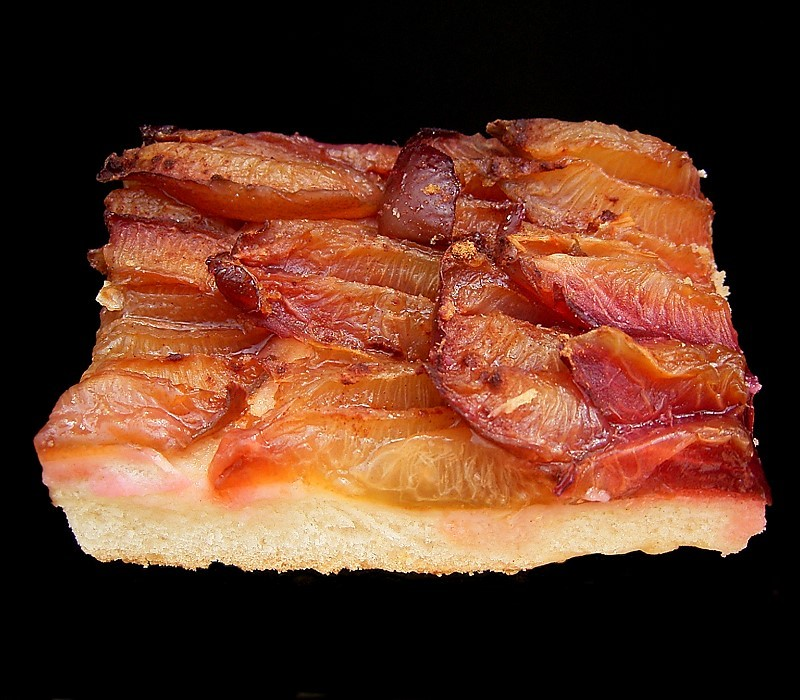
Bolo de ameixa alemã.
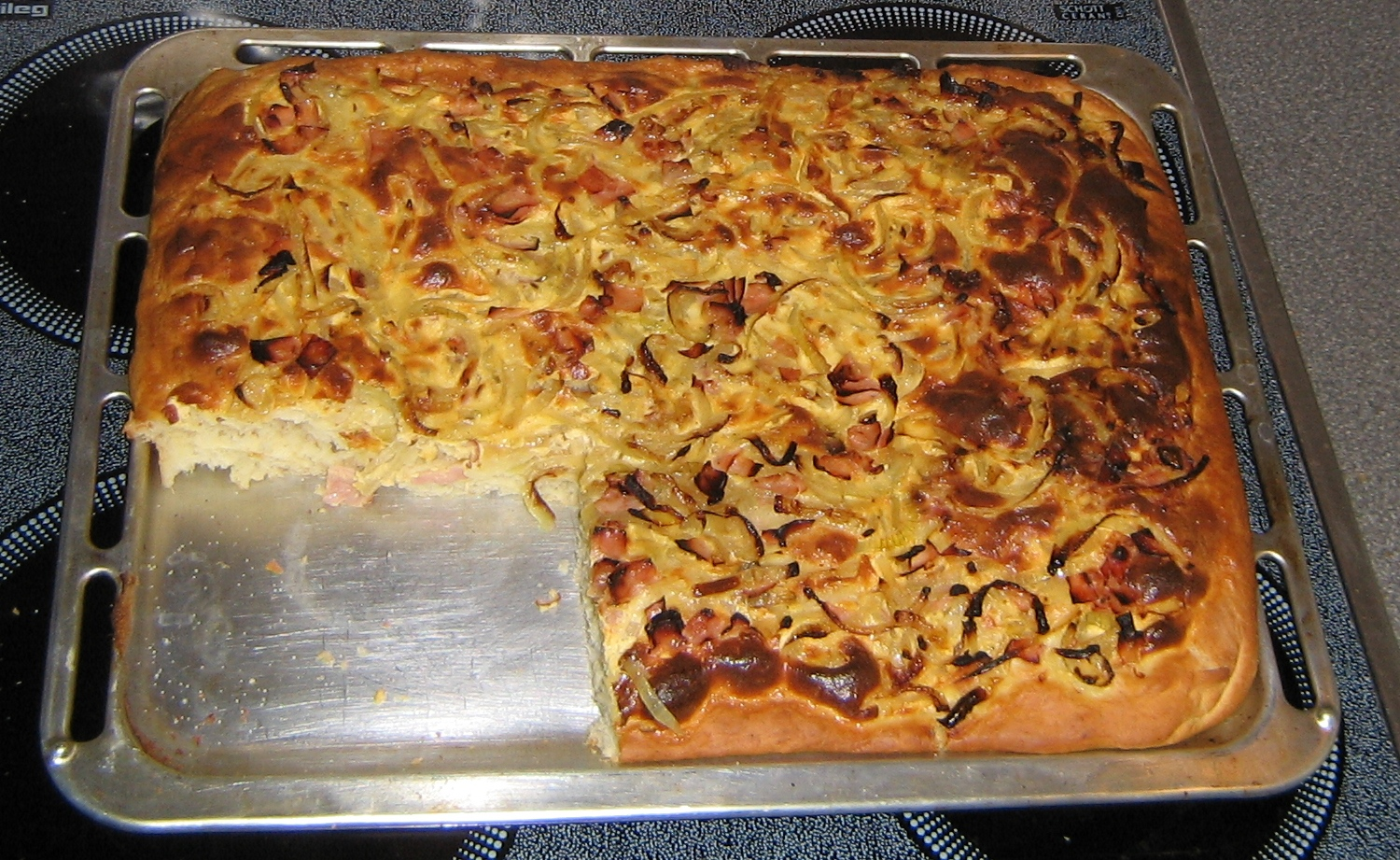
Bolo de cebola/Zwiebelkuchen.
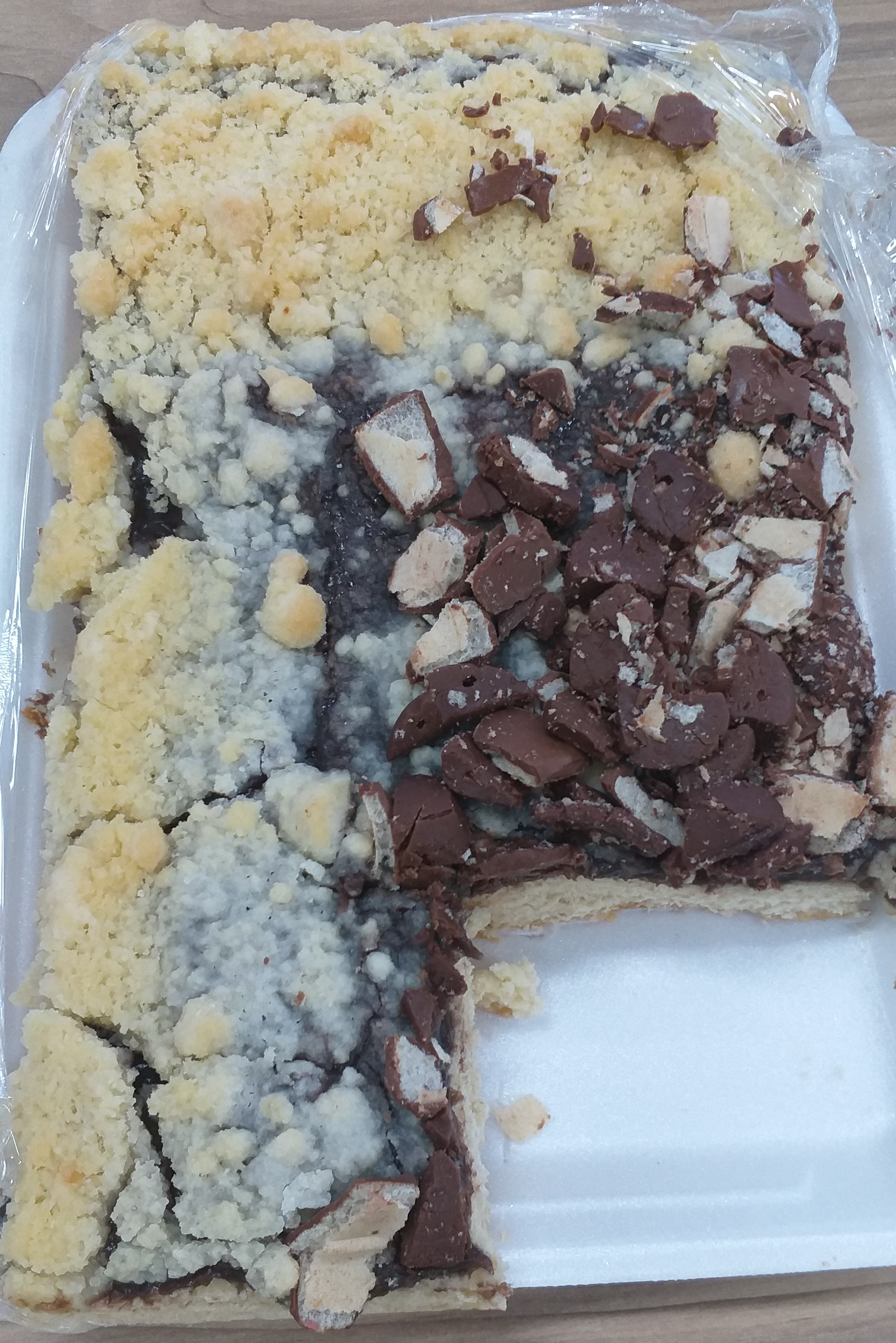
Cuca de chocolate - Rio Grande do Sul,Brasil.

Bolos ou pastéis são em sentido mais amplo aqueles que são assados em fôrmas redondas rasas, entre os quais se pode contar os bolos de tabuleiro (Blechkuchen).